# Ischnurges luteomarginalis
Ischnurges luteomarginalis is een vlinder van de familie van de grasmotten (Crambidae), uit de onderfamilie van de Spilomelinae. De wetenschappelijke naam van deze soort is voor het eerst voorgesteld als Phlyctaenia luteomarginalis door George Francis Hampson in een publicatie uit 1891.
De soort komt voor in India (Tamil Nadu).